# 345 Tercidina
345 Tercidina eller 1892 O är en asteroid i huvudbältet, som upptäcktes 23 november 1892 av den franske astronomen Auguste Charlois. Ursprunget till namnet är okänt.
Asteroiden har en diameter på ungefär 96 kilometer.